# استوديو إدارة الإس كيو إل سيرفر
استوديو إدارة الإس كيو إل سيرفر (بالإنجليزية: Microsoft SQL Server)‏ هو بيئة متكاملة للتعامل مع ميكروسوفت إس كيو إل سيرفر حيث يتيح لك الوصول، إدارة، تكوين وتطوير جميع أجزاء ومكونات الأس كيو إل سيرفر بسهولة. يعد استوديو إدارة الإس كيو إل سيرفر (SSMS) بيئة متكاملة لإدارة أي بنية تحتية لـ لغة الاستعلامات المهيكلة. يتم استخدمها للوصول إلى جميع مكونات الإس كيو إل سيرفر وقاعدة بيانات اس كيو ال ازور و الإس كيو إل سيرفر آلة افتراضية لأزور وتكوينها وإدارتها وإدارتها وتطويرها. كما يوفر أداة مساعدة شاملة واحدة تجمع بين مجموعة واسعة من الأدوات الرسومية والعديد من برامج تحرير النصوص الغنية لتوفير الوصول إلى الإس كيو إل سيرفر للمطورين ومسؤولي قواعد البيانات من جميع مستويات المهارة.

## تاريخ
أول ظهور له كان في عام 2005 بإصداره رقم 9.0. بدءً من الإصدار رقم 11 أُعيد تطوير البرنامج عن طريق استخدام بنية عروض ويندوز WPF.

## روابط خارجية
- Download SQL Server Management Studio (SSMS)